# Ahua
Ahua – rodzaj pająków z rodziny lejkowcowatych. Obejmuje 4 opisane gatunki. Zamieszkują Nową Zelandię.

## Morfologia
Pająki te osiągają od 1,5 do 2 mm długości ciała. Ośmioro oczu rozmieszczonych jest w dwóch mniej lub bardziej prostych rzędach. Oczy wszystkich par są podobnych rozmiarów z wyjątkiem oczu przednio-środkowych, które są wyraźnie mniejsze. Szczękoczułki mają po 2 zęby na krawędziach tylnych oraz po 3–4 zęby na przednich krawędziach bruzd. 
Odnóża wszystkich par są pozbawione włosków pierzastych, skopuli i przypazurkowych kępek włosków, natomiast zaopatrzone są w silne kolce, dwa szeregi trichobotrii na goleniach oraz jeden szereg trichobotrii na nadstopiach i stopach, organy tarsalne położone odsiebnie względem trichobotrii na stopach, silnie grzebykowane pazurki górne oraz zaopatrzone w jeden ząbek pazurki dolne. Kolejność par odnóży od najdłuższej do najkrótszej to: IV, I, II, III lub I, IV, II, III. Pierwsza para odnóży ma na spodniej stronie goleni parzyste kolce, z których jedna para umieszczona jest w części odsiebnej.
Opistosoma (odwłok) wyposażona jest w szerokie i podzielone siteczko przędne. Kądziołki przędne pary przedniej umieszczone są blisko siebie. Genitalia samicy cechuje małe niezmodyfikowane epigynum z trójkątną płytką na tylnej krawędzi oraz rurkowate i poskręcane narządy wewnętrzne.
Nogogłaszczki samca mają dobrze rozwiniętą apofyzę medialną z hakowatym wierzchołkiem, tęgi, równomiernie zakrzywiony, kolczasty embolus oraz wyrastający u jego podstawy płytkowaty konduktor.

## Ekologia i występowanie
Wszystkie gatunki są endemitami Nowej Zelandii. Zamieszkują Wyspę Południową oraz Wyspę Stewart. Zasiedlają lasy, gdzie bytują w warstwie ściółki.

## Taksonomia
Rodzaj ten wprowadzony został w 1973 roku przez Raymonda Roberta Forstera i Cecila Louisa Wiltona w czwartej części monografii poświęconej pająkom Nowej Zelandii. Autorzy wyznaczyli jego gatunkiem typowym opisanego w tej samej publikacji A. vulgaris.
Do rodzaju tego należą 4 opisane gatunki:
- Ahua dentata Forster & Wilton, 1973
- Ahua insula Forster & Wilton, 1973
- Ahua kaituna Forster & Wilton, 1973
- Ahua vulgaris Forster & Wilton, 1973